# Asterropteryx bipunctata
Asterropteryx bipunctata är en fiskart som beskrevs av Allen och Munday, 1995. Asterropteryx bipunctata ingår i släktet Asterropteryx och familjen smörbultsfiskar. Inga underarter finns listade.